# Xanthorhoe dissolutaria
Xanthorhoe dissolutaria là một loài bướm đêm trong họ Geometridae.